# The Hoax
Pour les articles homonymes, voir Hoax (homonymie).
The Hoax est un groupe de blues rock britannique. Il est initialement composé de Hugh Coltman (voix, harmonica), Jon Amor (guitare), Jesse Davey (guitare), Robin Davey (basse) et Mark Barrett (batterie).

## Biographie
Amis d'école et passionnés de blues, Coltman, Amor et les frères Davey se retrouvent pour écouter Albert King, BB King, the Fabulous Thunderbirds et Stevie Ray Vaughan. Ils décident de former The Hoax. Ils tournent durant deux ans au Royaume-Uni avec le batteur Dave Raeburn.
En 1994, ils signent chez Code Blue Records, et sortent Sound Like this l'année suivante, en 1995. Après ce premier opus, ils tournent dans le monde entier, surtout aux États-Unis, en assurant les premières parties de Buddy Guy. En 1996 sort Unpossible. Le groupe crée ensuite son propre label, Credible Records, et sortent leur album Humdinger, en 1998, accompagné du batteur Mark Barrett. Ils jouent dans toute l'Europe, et assurent notamment la première partie de BB King. Ils se séparent une première fois en 1999. Chaque membre menant une carrière de son côté : Jon Amor avec le Jon Amor Group ; les frères Davey avec Davey Bros ; Hugh Coltman mène une carrière solo.
Ils se reforment en 2006, assurent des concerts et festivals, comme au Chiddingfold Club, de Surrey, le 5 mai 2008. Ils sortent ensuite les albums A Blues Odyssey (2010), Big City Blues (2013), et Recession Blues (2014). Ils assurent leur derniers concerts en 2015 et se séparent à nouveau,.

## Discographie
- 1994 : Sound Like this
- 1996 : Unpossible
- 1997 : Humdinger
- 1999 : Live Forever
- 2010 : 2010 A Blues Odyssey (CD et DVD live)
- 2013 : Big City Blues
- 2014 : Recession Blues - A Tribute to BB King